# Hugo Ibarra
Pour les articles homonymes, voir Ibarra.
Hugo Ibarra, né le 1er avril 1974 à El Colorado, est un ancien joueur de football argentin, reconverti comme entraîneur.

## Biographie

### Début en Argentine
Hugo Ibarra est un joueur de football né le 1er avril 1974 à El Colorado, dans le nord de la province de Formosa. Très jeune, il part pour la province de Santa Fe pour jouer pour le club du CA Colón. Il joue au poste de latéral droit et montre très vite son talent. Il est alors recruté par le grand club argentin du Boca Juniors, où il va participer à 78 matches avec l'équipe première, aidant son club à décrocher le championnat dès sa première saison et la Copa Libertadores un an plus tard.

### Arrivée en Europe et divers prêts
En 2001, il signe au FC Porto mais bien qu'il participe à neuf matches de Ligue des Champions, il ne parvient pas à trouver ses marques au Portugal. En 2002, il est prêté à son ancien club : Boca Juniors où il remporte la Copa Libertadores pour la troisième fois. Il est de retour en Europe en 2003 où il est prêté à AS Monaco. Il y réussit une très belle saison et se fond parfaitement dans l'effectif monégasque. Sur le côté droit de la défense, il possède un apport offensif majeur avec de nombreuses passes décisives (dont celle pour Giuly lors du match gagné contre le Real Madrid). Il régale aussi la Ligue 1 par des gestes spectaculaires comme ses coups du foulard. Avec l'AS Monaco, il atteint même la finale de la Ligue des champions contre toute attente. Ironie du sort, il perd le titre face au club auquel il appartient, le FC Porto. Ne faisant toujours pas partie des plans du club portugais et trop cher pour l'AS Monaco, il est de nouveau prêté, cette fois-ci à l'Espanyol Barcelone. Il y jouera 31 match et y marquera un but.

### Le retour au Pays
Lassé par la confiance que le FC Porto ne lui accorde pas, et atteint du mal du pays, Ibarra retourne définitivement en Argentine dans son club de toujours, le Boca Juniors où il réalise toujours d'excellentes performances jusqu'à la fin de sa carrière.

### Carrière internationale
Souvent appelé, mais surtout cantonné au banc, Ibarra n'a obtenu qu'une dizaine de sélections en équipe nationale, barré par probablement l'un des meilleurs latéraux droits de l'époque : Javier Zanetti. Il prit part notamment à la Copa América 1999 et à celle de 2007.

## Palmarès
- Boca Juniors :
  - Champion d'Argentine : 1998, 1999, 2000, 2005, 2006 et 2008
  - Copa Libertadores : 2000, 2001, 2003 et 2007
  - Copa Sudamericana : 2005
- FC Porto :
  - Supercoupe du Portugal : 2002
- AS Monaco :
  - Finaliste de la Ligue des Champions : 2004